# Homonimia
Homonimia (del griego clásico ὁμώνυμος [homōnymos], de ὁμός [homós] ‘mismo’, ‘igual’, ‘común’ y el griego dórico y eólico ὄνυμα, ὀνύματος [ónyma, onýmatos] ‘nombre’; homónimo significa “igual nombre”) es la cualidad de dos palabras, de distinto origen y significado por evolución histórica, que tienen la misma pronunciación o la misma escritura.
En un diccionario las palabras homónimas suelen tener entradas distintas.
Es posible distinguir dos tipos de homónimos:
- las palabras homógrafas, que coinciden en su escritura, aunque no necesariamente en pronunciación;
- las palabras homófonas, que coinciden en pronunciación, aunque no necesariamente en su escritura.

Las palabras polisémicas no deben confundirse con las homónimas, ya que, mientras las homónimas tienen un origen etimológico distinto, las polisémicas tienen el mismo. Por ejemplo, la palabra banco tiene distintos sentidos en español (asiento, institución financiera, etcétera), pero todos esos sentidos tienen la misma etimología.
Las palabras que se escriben o pronuncian diferente, pero tienen igual significado, constituyen el fenómeno contrario de la homonimia y se denominan sinónimos.

## Homógrafos
Del griego homo: ‘igual’, y grapho ‘escribir’. Las palabras homógrafas son aquellas que se escriben de forma idéntica pero tienen diferentes significados, es decir, tienen el mismo significante pero distinta etimología, por tanto, distinto significado.

### Ejemplos en castellano
- vela
  1. Acción de velar; cilindro de cera con una mecha para iluminar. (Ambos sentidos relacionados con el verbo velar, que deriva del latín vigilāre)
  2. Tela grande que aprovecha la fuerza del viento, especialmente en un barco. (Del latín vela, plural de velum)
- vino
  1. Forma del verbo venir.
  2. Bebida.
- nada
  1. Forma del verbo nadar.
  2. Ninguna cosa.

En español todo homógrafo es, en principio, también homófono. Sin embargo, en otras lenguas no siempre es así; por ejemplo, en inglés bow en el sentido de proa de un barco no se pronuncia igual que bow con el sentido de arco.

## Clases de homónimos
- Homónimos lexicales: Los que pertenecen a la misma categoría gramatical: onda y honda, botar y votar, haya y aya, ojear y hojear.
- Homónimos gramaticales: Los que no pertenecen a la misma categoría gramatical: cabe verbo y cabe preposición, o los que perteneciendo a la misma categoría gramatical se diferencian en alguna marca morfemática: el pez, la pez; el orden, la orden.
- Homónimos léxico-gramaticales: Los que se han formado a través de un cambio de funciones o metábasis: poder (verbo) poder (sustantivo)
- Homónimos morfológicos: Cuando se producen diferentes formas de una sola palabra: decía primera y tercera personas del pretérito imperfecto de indicativo; o se dan formas correspondientes de palabras diferentes: fui (de ser e ir); ve (de ir y de ver), etcétera.

## Homófonos y parónimos

### Homófonos
Se denominan homófonas (del griego homos, igual;  fonos, sonido) aquellas palabras homónimas que se pronuncian igual, pero se escriben de modo diferente.

#### Ejemplos en castellano
- a / ha / ah / 
  1. En el primer caso, a cumple la función de preposición: Me voy a estudiar.
  2. En el segundo caso, ha cumple la función de verbo: Me ha dicho mentiras.
  3. En el tercer caso, ah cumple la función de exclamación: ¡Ah, al fin llegó!
- vaca / baca
- En las frases Boto fuerte la pelota y Voto porque tengo dieciocho años, la b y la v, que son las únicas letras diferentes entre las dos palabras, se escriben de manera distinta, pero se pronuncian igual. En el discurso hablado, las palabras homófonas sólo se diferencian por el contexto y por la sintaxis de cada frase.

### Parónimos
La paronimia es una relación semántica que consiste en que dos o más palabras se asemejan en su sonido, pero se escriben de forma diferente y tienen significados distintos, usualmente no relacionados. Los parónimos son vocablos que se parecen en su pronunciación o forma de escribirse. El DRAE los definen como «vocablos que tienen entre sí relación o semejanza, por su etimología o solamente por su forma o sonido».
Esta circunstancia, llamada paronomasia o paronimia, puede dar lugar a impropiedades y faltas de ortografía, aunque también es un recurso literario y ludolingüístico. La paronimia puede ser de tilde (canto - cantó), de letra (abertura - apertura) o de ambas (allá - haya).

#### Ejemplos en español
Pares de parónimos
1. Diferente / deferente
2. Actitud   / aptitud
3. Afecto    / efecto
4. Adoptar   / adaptar
5. Espirar   / expirar
6. Absorber  / absolver

### Homofonía dialectal en castellano
Hay numerosos casos de pares de palabras que son homófonas en algunas variantes del castellano, pero parónimas en otras. Por ejemplo, casa y caza son homófonas en las variedades seseantes y en las ceceantes, pero no en las variedades que diferencian los fonemas /s/ y /θ/. De igual manera, cayado y callado son homófonas en las variedades yeístas, pero no en las que diferencian los fonemas /ʝ̞/ y /ʎ/.

## Homonimia en la literatura
Gran diversidad de autores (como Francisco de Quevedo) han mostrado gran maestría empleando irónicamente palabras homónimas:

Salió de la cárcel con tanta honra que le acompañaron doscientos cardenales; 
salvo que a ninguno llamaban eminencia.
Francisco de Quevedo

## Homonimia en la lógica
La homonimia radica en usar un mismo vocablo o símbolo, asignándole dos significados diversos dentro de la misma inferencia. En otras palabras, homonimia es un error cometido al usar dos conceptos diferentes que involucran una enunciación compartida, de manera verbal o simbólica. Ejemplo:
Premisa 1: Todo sujeto que produce un corte a otro es maleante.
Premisa 2: Todo cirujano produce cortes a otros sujetos.
Conclusión: Todo cirujano es maleante.
Cuando se consigna la conclusión mencionada se está confundiendo una acción ejecutada con el objetivo de matar o dañar con la intervención profesional con un propósito totalmente opuesto: de curar y salvar la vida a un paciente.
Para no cometer el error de homonimia se necesita precisar el significado de los términos de las premisas y garantizar que en ambos casos el término común conlleve el mismo significado.

## Homonimia en el derecho
Esto ocurre frecuentemente. Dos personas pueden tener los mismos nombres, apellidos paternos iguales y apellidos maternos diferentes. Se hace una denuncia a Luis Jorge Tinoco Pérez por hurto de computadoras. El denunciante señala como sospechoso a Luis Jorge Tinoco. No indica el apellido materno. Sin embargo, la policía detiene a Luis Jorge Tinoco Sifuentes y lo acusa del robo. Este es un caso de «homonimia legal». No es tan fácil resolverlo. Coincidencia en los primeros identificadores y una acusación equivocada pueden costar pérdida de la libertad de un inocente... y en algunas partes... hasta de su vida.[cita requerida]
Casos así han ocurrido en países que como sanción penal incluyen la pena capital: entre otros, China y Estados Unidos.[cita requerida]